# Salve Mater Misericordiae
 (mars 2025).
Salve Mater Misericordiae est une hymne mariale datant du XIe siècle.

## Texte
| Latin                             | Français                                   |
| --------------------------------- | ------------------------------------------ |
| Salve, Mater misericordiae        | Salut, Mère de Miséricorde                 |
| Mater Dei, et mater veniae        | Mère de Dieu et Mère du Pardon             |
| Mater spei, et mater gratiae      | Mère de l’Espérance et Mère de la Grâce    |
| Mater plena sanctae laetitiae     | Mère comblée de la Sainte Joie             |
| O Maria !                         | Ô Marie !                                  |
|                                   |                                            |
| Salve, decus humani generis       | Salut, beauté du genre humain              |
| Salve, Virgo dignior ceteris      | Salut, Vierge plus digne que les autres    |
| Quae virgines omnes transgrederis | Toi qui outrepasses toutes les vierges     |
| Et altius sedes in superis        | Et sièges plus haut dans les hauteurs      |
| O Maria !                         | Ô Marie !                                  |
|                                   |                                            |
| Te creavit Deus mirabilem         | Dieu t’a créée admirable                   |
| Te respexit ancillam humilem      | Il t’a regardée comme humble servante      |
| Te quaesivit sponsam amabilem     | Il t’a cherchée comme aimable épouse       |
| Tibi numquam fecit consimilem     | Jamais il ne fit une autre semblable à toi |
| O Maria !                         | Ô Marie !                                  |
|                                   |                                            |
| Te beatam laudare cupiunt         | Ils désirent te louer comme bienheureuse   |
| Omnes justi, sed non sufficiunt   | Tous les justes, mais sans y atteindre     |
| Multas laudes de te concipiunt    | Moultes louanges de toi ils conçoivent     |
| Sed in illis prorsus deficiunt    | Mais en elles ils défaillent complètement  |
| O Maria !                         | Ô Marie !                                  |
|                                   |                                            |
| Esto, Mater, nostrum solatium     | Sois, Mère, notre repos                    |
| Nostrum esto, tu Virgo gaudium    | Sois, ô Vierge, notre joie                 |
| Et nos tandem post hoc exsilium   | Et nous enfin, après cet exil              |
| Laetos junge choris caelestium    | Réunis-nous heureux aux chœurs des Cieux   |
| O Maria !                         | Ô Marie !                                  |

## Mise en musique

### Musique contemporaine
- Dom André Saint-Cyr (1930 - † 2019)
- Richard Proulx (1937 - † 2010)
- Marco Frisina (1954 - )
- Fulvio Rampi (1959 - )
- Tim Sarsany (1966 - )
- Patrick Dupré Quigley (1977 - )
- David Ianni (1979 - )
- Carlos Zapién (1979 - )

## Articles liés
- Hymne mariale
- Plain-chant
- Chant grégorien